# فرانك ياكوبسون
فرانك ياكوبسون (بالسويدية: Frank Jacobsson)‏ (و. 1930 – 2017 م) هو لاعب كرة قدم، ومدرب كرة قدم، من السويد، توفي في غوتنبرغ، عن عمر يناهز 87 عاماً.

## روابط خارجية
- فرانك جاكوبسون على موقع اتحاد السويد (السويدية)
- فرانك جاكوبسون على موقع قاعدة بيانات كرة القدم.إي يو (الإنجليزية)
- فرانك جاكوبسون على موقع ناشيونال فوتبول تيمز (الإنجليزية)
- فرانك جاكوبسون على موقع عالم كرة القدم.نت (الإنجليزية)